# Guerra de Successió al Regne de Mallorca
La Guerra de Successió al Regne de Mallorca va tenir un primer moment de domini borbònic (1701-1706) i una segona etapa d'identificació amb la posició del conjunt de regnes de la Corona d'Aragó, fins a la capitulació de la ciutat davant l'exèrcit hispanofrancès dirigit per François Bidal d'Asfeld.

## La proclamació de Felip V

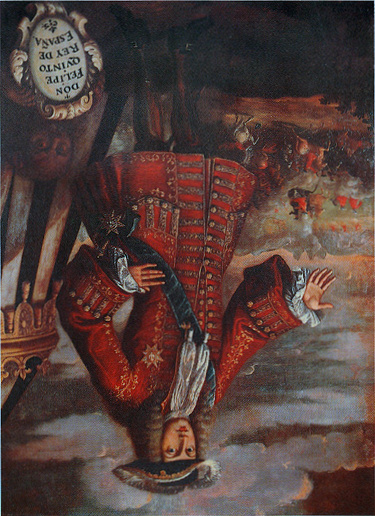
Retrat de Felip V d'Espanya exposat cap per avall al Museu de l'Almodí de Xàtiva per haver incendiat la ciutat el 1707.

La proclamació del nou rei Felip V, el març del 1701, es va celebrar amb tota normalitat a Mallorca. El 1701 s'havia canviat el virrei i el bisbe i els nous eren partidaris dels borbons. Un cop començada la guerra, aquestes autoritats borbòniques enviaren soldats a Cadis i a Menorca, aclaparades davant l'esquadra angloholandesa. Fins i tot es va fer una talla per a pagar el reclutament de soldats per anar a defensar Menorca.

## Botiflers i maulets
Malgrat l'aparença de fidelitat a la causa borbònica, sembla que el poble de Mallorca, de manera molt majoritària, no tenia cap simpatia per Felip V. Segons la historiografia més usual la divisió de la societat mallorquina es definiria de la següent manera:
- Partidaris de Felip V: mercaders, menestrals dependents dels mercaders, els dominics, els jesuïtes, molts de xuetes i els nobles que comerciaven.
- Partidaris de l'arxiduc Carles: franciscans, ciutadans amb càrrecs intermedis a l'administració, pagesos (tant els grans propietaris com els petits), menestrals no relacionats amb el comerç i l'altra part de la noblesa.

## Mallorca sota el poder borbònic
Estabén atribueix a la presència d'una guarnició francesa a la ciutat de Mallorca la continuïtat del domini de Felip V sobre Mallorca. Es varen detenir persones acusades de simpaties amb l'arxiduc i es va declarar la guerra contra l'aliança austracista (1704). Les crisis de subsistències de 1703 i 1705 provocaren protestes entre la població urbana.

## La flota de Leake davant la ciutat de Mallorca

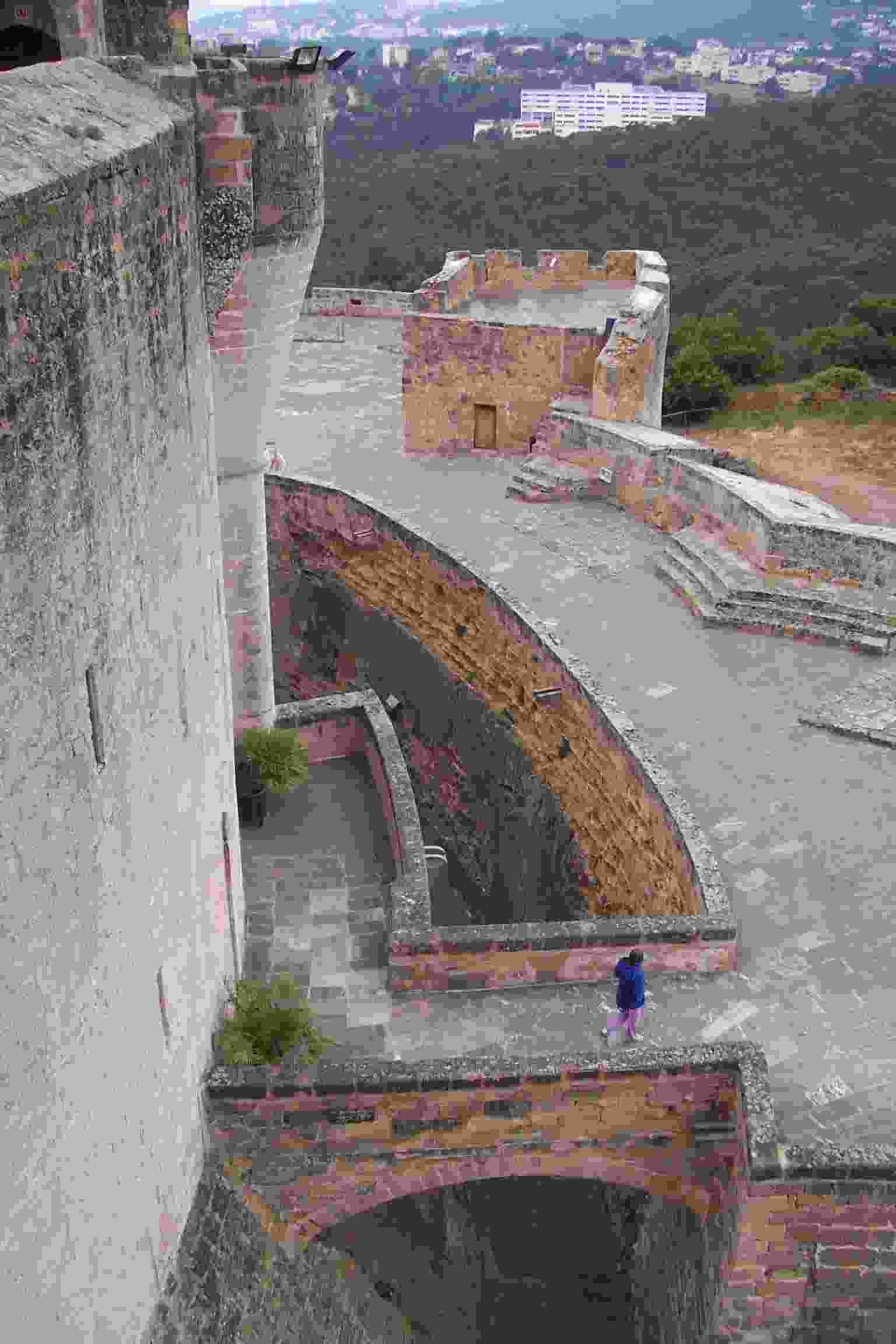
Castell de Bellver. Portal interior, vall, revellí i barbacana, al fons.

El 24 de setembre de 1706 l'esquadra anglo-holandesa dirigida per l'almirall John Leake, formada per vint-i-vuit vaixells, s'instal·là a la badia de Ciutat i en demanà el lliurament. El virrei, Baltasar Cristóbal de Híjar, comte de l'Alcúdia, rebutjà les pretensions de Leake, però a l'hora de preparar la defensa es trobà que les forces militars integrades per naturals del país es negaren a combatre (la milícia ciutadana, companyies dels dos-cents, cavalleria i artilleria de la Universitat i reial), d'acord amb l'estat d'opinió de la societat mallorquina, nítidament favorable a la causa de l'arxiduc. El virrei intentà la defensa mitjançant la guarnició francesa (que ocupava les fortaleses de Sant Carles i el Castell de Bellver), la qual cosa provocà que dues companyies de milícies, situades en els bastions de Sant Pere i de Moranta, esclatassin en crits a favor de Carles III. El motí es va estendre a la marineria i començà un avalot antifrancès, encapçalat per Salvador Trullols i Olesa en el qual els artillers arribaren a desmuntar les seves peces per impedir accions de defensa. En l'enfrontament va morir d'una arcabussada el filipista Gabriel de Berga i Santacília. Aquest estat de coses va forçar el virrei a capitular a canvi de l'evacuació de la tropa francesa, juntament amb ell mateix i altres filipistes destacats. La capitulació del regne, negociada pel Gran i General Consell, no va ser més que una formalitat.

## Mallorca austriacista
El virrei del Regne fins al novembre de 1709 fou el comte de Savellà, vengut amb la flota aliada duent ja els documents que l'acreditaven com a plenipotenciari a l'illa. Hi hagué intents de saqueig de les cases dels botiflers, però l'exèrcit de l'arxiduc ho impedí. El jurat en cap botifler, Marc Antoni Cotoner i Sureda Vivot, renuncià al càrrec. Alguns nobles s'exiliaren o foren desterrats, com el bisbe La Portilla. El primer acte del comte de Savellà va ser la jura solemne, en nom de Carles III, dels furs i privilegis del regne.

## La conspiració filipista de 1711
Un grup de botiflers, encapçalat per Joan Sureda, el marquès de Bellpuig, Berga, el canonge Salas, la família de mercaders Ballester i el sergent major, intentà sense èxit derrocar les autoritats austriacistes. La conspiració fou descoberta i avortada. Joan Sureda fou duit a Barcelona i condemnat a pagar una multa important.

## Les Illes Balears, el darrer reducte contra francesos i espanyols
A partir de setembre de 1714, després de l'heroica resistència de Barcelona al setge de l'exèrcit de les dues Corones, sols restava el Regne de Mallorca (amb Menorca ocupada pels britànics). Malgrat les ofertes de rendició Mallorca, sota la direcció de Josep Antoni de Rubí i de Boixadors, marquès de Rubí, es preparava per a la resistència reclutant més homes, aprovant una talla per recaptar 70.000 lliures, organitzant militarment l'illa i incorporant un contingent de soldats (sobretot alemanys) equipats de material bèl·lic.

## Arriba l'estol borbònic comandat pel cavaller d'Asfeld

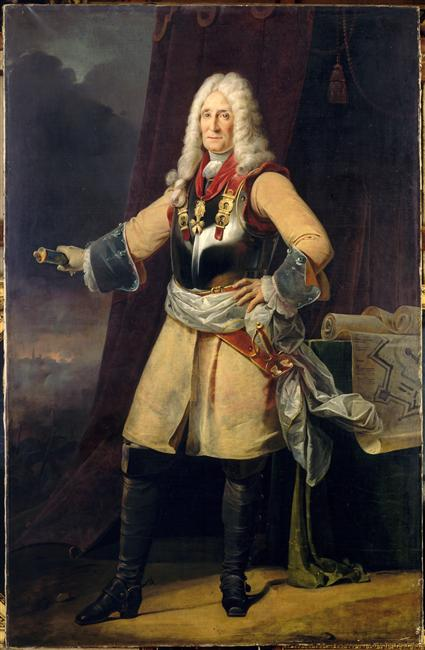
Claude François Bidal, marquès d'Asfeld.

L'estol filipista dirigit per François Bidal d'Asfeld desembarcà amb èxit el 15 de juny a Cala Llonga (Felanitx). Estava constituït per uns 10.000 homes. La ciutat de Mallorca va capitular el dia 1 de juliol i d'Asfeld entrà a la ciutat l'11 de juliol. En les capitulacions els guanyadors es comprometien a respectar la vida i els béns dels vençuts i a decretar una amnistia general, però la conservació del règim polític i jurídic del regne es deixava a la decisió de Felip V.

## Conseqüències del sotrac bèl·lic
El que estava en joc era la supervivència de Mallorca com un regne autònom, tal com havia estat els darrers cinc segles. S'estava a punt d'entrar en un règim absolutista centralitzat. La jugada de gran part de la noblesa mallorquina va ser posicionar-se a favor del bàndol guanyador per tal de mantenir una hegemonia que s'havia reforçat a les lluites socials dels segles XV i XVI (per això es guanyaren el nom de botifarres). La repressió personal i econòmica sobre els austriacistes no va ser significativa comparada amb les conseqüències institucionals de l'inici del règim borbònic, amb la reorganització centralista i absolutista de l'estat a partir del Decret de Nova Planta.